# Giuseppe Di Stefano
Giuseppe Di Stefano (Motta Sant'Anastasia, 24 luglio 1921 – Santa Maria Hoè, 3 marzo 2008) è stato un tenore italiano, uno dei cantanti lirici più popolari e amati del dopoguerra.

## Biografia

### I primi anni
"Pippo", come lo hanno sempre chiamato amici, colleghi e fan, passa la giovinezza a Milano, dove i genitori si trasferiscono alla ricerca di migliori condizioni economiche e dove il padre trova un modesto impiego come tranviere e la madre fa la sarta. Viene educato in un seminario dei Gesuiti, meditando per qualche tempo di avvicinarsi al sacerdozio. Successivamente, grazie all'amico melomane Danilo Fois che, pur non interessato, lo trascina per ore e ore al loggione del Teatro alla Scala di Milano, inizia a dedicarsi al canto, formandosi in modo frammentario presso vari maestri (tra i quali il baritono Luigi Montesanto, che diverrà poi suo agente), le cui lezioni vengono pagate da Fois e da altri amici. Nel 1938 vince un concorso di canto a Firenze.
Allo scoppio della guerra viene arruolato nell'esercito. Grazie a un ufficiale medico che lo giudica "più utile all'Italia come cantante che come soldato", sfugge allo sterminio del proprio reggimento nella campagna di Russia ottenendo una licenza per una convalescenza poche ore prima della partenza per il fronte. Inizia quindi un'attività come cantante di musica leggera ed avanspettacolo con lo pseudonimo di Nino Florio, in quello che descrive come "bombardamenti a parte, il periodo più bello della mia vita". Trascorre l'ultimo periodo della guerra in Svizzera, dove ha l'opportunità di esibirsi presso la radio di Losanna, alternando brani lirici e canzoni (rimangono al riguardo alcune registrazioni acquisite dalla EMI).

### La carriera
Tornato a Milano dopo il termine del conflitto, riprende le lezioni di canto e, dopo alcuni piccoli ruoli, debutta ufficialmente il 20 aprile 1946 a Reggio Emilia come protagonista di Manon, iniziando rapidamente un'intensa attività in teatri di provincia e anche in sedi più importanti, come Genova (Rigoletto), Bologna (La sonnambula), Venezia (I pescatori di perle). Nello stesso anno, bruciando le tappe, inizia inoltre la carriera internazionale inaugurando la stagione del Gran Teatre del Liceu di Barcellona, ancora con Manon. Con il medesimo ruolo, il 15 gennaio del 1947 debutta al Teatro dell'Opera di Roma e il 15 marzo alla Scala, mentre il 25 febbraio del 1948, come Duca di Mantova in Rigoletto, è la volta del Metropolitan di New York, nel quale sarà una presenza fissa fino al 1952. Nel 1951, con La traviata a San Paolo del Brasile, diretta da Tullio Serafin, inizia il legame artistico con Maria Callas.
Oltre che nei principali teatri italiani e in particolare alla Scala, dove, dopo il soggiorno al Met e tournée in Centro e Sudamerica, fa ritorno nel dicembre 1952 con La bohème e dove apparirà regolarmente fino a tutti gli anni cinquanta, la carriera si sviluppa in tutti gli altri più importanti teatri del mondo, tra cui Vienna, Parigi, Buenos Aires, Rio de Janeiro, Città del Messico, San Francisco, Chicago, Johannesburg. Un po' più tardivo è l'esordio in Gran Bretagna, al festival di Edimburgo nel 1957 (L'elisir d'amore), mentre nel 1961 appare al Covent Garden di Londra (Tosca).
Tappe fondamentali, rimaste nella storia dell'opera, sono alcune rappresentazioni alla Scala, tra le quali Lucia di Lammermoor nel 1954, con la Callas e la direzione di Herbert von Karajan, Carmen nel 1955, con Giulietta Simionato e ancora Karajan sul podio, La traviata, nello stesso anno, sempre con la Callas, nella storica edizione con la regia di Luchino Visconti, Tosca nel 1959, in occasione del rientro alla Scala dopo diversi anni di Renata Tebaldi.
Dalla seconda metà degli anni sessanta inizia a sfoltire progressivamente gli impegni operistici, privilegiando recital e concerti, dedicandosi anche all'insegnamento e tenendo seminari e stage di canto. Ottiene inoltre un grande successo in Germania come interprete di operetta (che esegue in lingua originale), in quel paese genere nobile e molto amato. Da segnalare anche la partecipazione al Festival di Sanremo del 1966 con la canzone Per questo voglio te, il cui testo è firmato da Mogol, che non viene ammessa alla serata finale.
Il 10 aprile 1973 dirige, con Maria Callas, I vespri siciliani di Giuseppe Verdi, in occasione dell'inaugurazione del Teatro Regio di Torino ricostruito dopo l'incendio del 1936. Nel 1973 è ancora una volta partner di Maria Callas in una tournée che ha un eccezionale successo di pubblico, ma che si interrompe poi bruscamente. Nel 1975 tiene un master a Spoleto per i vincitori del Concorso Nazionale di canto Teatro lirico sperimentale "Adriano Belli", firmando anche un'aria della Bohème. A partire dagli anni ottanta non appare più sulle scene, ritornando eccezionalmente per un'ultima volta in una rappresentazione operistica nel 1992 alle Terme di Caracalla come imperatore Altoum in Turandot.

### Vita privata e morte
Nel 1949 sposa a New York la studentessa di conservatorio Maria Girolami, che gli dà tre figli e dalla quale di separa nel 1976. Nel 1977 inizia una nuova relazione sentimentale con Monika Curth, soprano di operetta originario di Amburgo, che sposerà nel 1993. L'ultima apparizione in pubblico è del 24 ottobre 2004 a Oderzo per ricevere ancora un premio, a testimonianza di un affetto del pubblico mai venuto meno anche dopo tanti anni dal termine della carriera.
Il 3 dicembre 2004, durante una rapina nella sua casa di Diani in Kenya, viene spinto a terra battendo la testa e lasciato privo di sensi. Ricoverato all'ospedale di Mombasa, le sue condizioni si rivelano più gravi di quanto fossero apparse in un primo momento: a causa delle profonde ferite deve subire almeno tre operazioni e il 7 dicembre entra in coma. Il 23 dicembre, dopo un lungo viaggio di trasferimento verso l'Italia, viene ricoverato all'ospedale San Raffaele di Milano. Rimane infermo sino alla morte nella sua casa di Santa Maria Hoè, presso Lecco, dove muore il 3 marzo 2008 e dove è sepolto.

## Vocalità e stile di canto
Dotato di una voce morbida, dall'inconfondibile timbro caldo e ricco e, almeno nei primi anni, notevolmente estesa, è stato apprezzato, oltre che per le doti vocali, per la dizione chiarissima, il fraseggio appassionato, il modo interpretativo accattivante e la squisita levità dei pianissimi e delle sfumature; tutti elementi che gli hanno anche consentito, come dimostra l'esteso repertorio elencato più avanti, una straordinaria ecletticità, che pochi altri tenori possono vantare, ma che ne ha probabilmente abbreviato la tenuta vocale. Lontano tanto dalla precisione ed "aplomb" adamantini (ma anche un poco gelidi, a detta di alcuni) di un Bjorling o di un Kraus, quanto dalla strapotenza vocale di un Del Monaco o dal rigore stilistico di un Bergonzi, per il canto generoso e istintivamente comunicativo, non disgiunto da un'infallibile musicalità, Di Stefano può essere collocato nella tradizione dei tenori lirici postromantici del repertorio italiano e francese, ove ha dato memorabili prove soprattutto nella prima parte della carriera (Rigoletto, La traviata, La bohème, I pescatori di perle, Manon, Faust), arrivando negli anni successivi a ruoli del repertorio lirico spinto e drammatico (Tosca, La forza del destino, Turandot,  Carmen, fino a Pagliacci ed Andrea Chénier).

## Crediti
Luciano Pavarotti aveva per lui grande ammirazione. Raccontò: "Il mio idolo è Giuseppe Di Stefano; lo amai ancor più di Beniamino Gigli e questo mi costò addirittura, per l'unica volta in vita mia, uno schiaffo da mio padre, che continuò a preferirgli Gigli".

## Repertorio
| Repertorio operistico   |                                |                  |
| Ruolo                   | Titolo                         | Autore           |
| Elvino                  | La sonnambula                  | Bellini          |
| Arturo Talbo            | I puritani                     | Bellini          |
| Nadir                   | I pescatori di perle           | Bizet            |
| Don José                | Carmen                         | Bizet            |
| Faust                   | Mefistofele                    | Boito            |
| Lenski                  | Eugenio Onegin                 | Čajkovskij       |
| Maurizio di Sassonia    | Adriana Lecouvreur             | Cilea            |
| Nemorino                | L'elisir d'amore               | Donizetti        |
| Edgardo Ravenswood      | Lucia di Lammermoor            | Donizetti        |
| Fernando                | La favorita                    | Donizetti        |
| Andrea Chénier          | Andrea Chénier                 | Giordano         |
| Loris Ipanov            | Fedora                         | Giordano         |
| Faust                   | Faust                          | Gounod           |
| Danilo Danilovič        | Die lustige Witwe              | Lehár            |
| Paganini                | Paganini                       | Lehár            |
| Der Zarewitsch          | Der Zarewitsch                 | Lehár            |
| Sou-Chong               | Das Land des Lächelns          | Lehár            |
| Canio                   | Pagliacci                      | Leoncavallo      |
| Turiddu                 | Cavalleria rusticana           | Mascagni         |
| Fritz                   | L'amico Fritz                  | Mascagni         |
| Osaka                   | Iris                           | Mascagni         |
| Des Grieux              | Manon                          | Massenet         |
| Werther                 | Werther                        | Massenet         |
| Nerone                  | L'incoronazione di Poppea      | Monteverdi       |
| Tenore                  | Der Schauspieldirektor         | Mozart           |
| Hoffmann                | Les contes d'Hoffmann          | Offenbach        |
| Orfeo                   | Orfeo all'inferno              | Offenbach        |
| Lindoro                 | Nina, o sia La pazza per amore | Paisiello        |
| Giuliano                | Il calzare d'argento           | Pizzetti         |
| Macheath                | L'opera del mendicante         | Pepusch          |
| Enzo Grimaldo           | La Gioconda                    | Ponchielli       |
| Renato Des Grieux       | Manon Lescaut                  | Puccini          |
| Rodolfo                 | La bohème                      | Puccini          |
| Mario Cavaradossi       | Tosca                          | Puccini          |
| F. B. Pinkerton         | Madama Butterfly               | Puccini          |
| Dick Johnson            | La fanciulla del West          | Puccini          |
| Luigi                   | Il tabarro                     | Puccini          |
| Rinuccio                | Gianni Schicchi                | Puccini          |
| Calaf Imperatore Altoum | Turandot                       | Puccini          |
| Edoardo Milfort         | La cambiale di matrimonio      | Rossini          |
| Conte d'Almaviva        | Il barbiere di Siviglia        | Rossini          |
| Jenik                   | Prodaná nevěsta                | Smetana          |
| Guido                   | Eine Nacht in Venedig          | Strauss, Johann  |
| Cantante italiano       | Der Rosenkavalier              | Strauss, Richard |
| Wilhelm                 | Mignon                         | Thomas           |
| Rodolfo                 | Luisa Miller                   | Verdi            |
| Duca di Mantova         | Rigoletto                      | Verdi            |
| Manrico                 | Il trovatore                   | Verdi            |
| Alfredo Germont         | La traviata                    | Verdi            |
| Riccardo                | Un ballo in maschera           | Verdi            |
| Don Alvaro              | La forza del destino           | Verdi            |
| Radames                 | Aida                           | Verdi            |
| Otello                  | Otello                         | Verdi            |
| Fenton                  | Falstaff                       | Verdi            |
| Rienzi                  | Rienzi                         | Wagner           |

## Discografia

### Incisioni in studio
| Anno    | Titolo Ruolo                           | Cast                                                            | Direttore                   | Etichetta    |
| ------- | -------------------------------------- | --------------------------------------------------------------- | --------------------------- | ------------ |
| 1950/51 | La bohème selez. Rodolfo               | Licia Albanese, Leonard Warren, Patrice Munsel                  | Renato Cellini              | RCA          |
| 1953    | Cavalleria rusticana Turiddu           | Maria Callas, Rolando Panerai                                   | Tullio Serafin              | Columbia/EMI |
|         | Lucia di Lammermoor Edgardo Ravenswood | Maria Callas, Tito Gobbi, Raffaele Arié                         | Tullio Serafin              | Columbia/EMI |
|         | I puritani Arturo Talbot               | Maria Callas, Rolando Panerai, Nicola Rossi-Lemeni              | Tullio Serafin              | Columbia/EMI |
|         | Tosca Mario Cavaradossi                | Maria Callas, Tito Gobbi                                        | Victor de Sabata            | Columbia/EMI |
| 1954    | Madama Butterfly F. B. Pinkerton       | Victoria de los Ángeles, Tito Gobbi, Anna Maria Canali          | Gianandrea Gavazzeni        | HMV          |
|         | Pagliacci Canio                        | Maria Callas, Tito Gobbi, Rolando Panerai, Nicola Monti         | Tullio Serafin              | Columbia/EMI |
|         | Messa di requiem                       | Elisabeth Schwarzkopf, Cesare Siepi, Oralia Domínguez           | Victor De Sabata            | Columbia/EMI |
| 1955    | L'elisir d'amore Nemorino              | Hilde Güden, Fernando Corena, Renato Capecchi                   | Francesco Molinari-Pradelli | Decca        |
|         | Rigoletto Duca di Mantova              | Tito Gobbi, Maria Callas, Nicola Zaccaria, Adriana Lazzarini    | Tullio Serafin              | Columbia/EMI |
|         | La traviata Alfredo Germont            | Antonietta Stella, Tito Gobbi                                   | Tullio Serafin              | Columbia/EMI |
| 1956    | Un ballo in maschera Riccardo          | Maria Callas, Tito Gobbi, Fedora Barbieri                       | Antonino Votto              | Columbia/EMI |
|         | La bohème Rodolfo                      | Maria Callas, Rolando Panerai, Anna Moffo, Nicola Zaccaria      | Antonino Votto              | Columbia/EMI |
|         | Il trovatore Manrico                   | Maria Callas, Rolando Panerai, Fedora Barbieri, Nicola Zaccaria | Herbert von Karajan         | Columbia/EMI |
| 1957    | Manon Lescaut Renato Des Grieux        | Maria Callas, Giulio Fioravanti, Franco Calabrese               | Tullio Serafin              | Columbia/EMI |
|         | La Gioconda Enzo Grimaldo              | Zinka Milanov, Leonard Warren, Rosalind Elias, Plinio Clabassi  | Fernando Previtali          | RCA/Decca    |
| 1958    | La forza del destino Don Alvaro        | Zinka Milanov, Leonard Warren, Giorgio Tozzi                    | Fernando Previtali          | RCA/Decca    |
|         | Mefistofele (selez.) Faust             | Cesare Siepi, Renata Tebaldi                                    | Tullio Serafin              | Decca        |
| 1959    | Lucia di Lammermoor Edgardo Ravenswood | Renata Scotto, Ettore Bastianini, Ivo Vinco                     | Nino Sanzogno               | Ricordi      |
| 1962    | Tosca Mario Cavaradossi                | Leontyne Price, Giuseppe Taddei                                 | Herbert von Karajan         | RCA/Decca    |
| 1963    | Manon (selez.) Des Grieux              | Anna Moffo, Robert Kerns                                        | René Leibowitz              | RCA          |
| 1969    | Das Land des Lächelns Sou-Chong        | Valorie Goodall, Heinz Holecek                                  | Heinz Lambrecht             | RCA          |

### Registrazioni dal vivo (selezione)
- Manon (selez., in ital.), con Mafalda Favero, Mario Borriello, dir. Antonio Guarnieri - La Scala 1947 ed. Cetra/Myto
- Manon, con Irma Gonzalez, Giuseppe Valdengo, dir. Renato Cellini - Città del Messico 1948 ed. GOP
- Rigoletto, con Giuseppe Valdengo, Nadine Conner, Ignacio Ruffino, dir. Renato Cellini - Città del Messico 1948 ed. Bongiovanni/Urania
- Werther (in ital.), con Giulietta Simionato, Eugenia Roccabruna, Fausto del Prado, dir. Renato Cellini - Città del Messico 1949 ed. GOP/IDIS
- Mignon (in ital.), con Giulietta Simionato, Cesare Siepi, dir. Guido Picco - Città del Messico 1949 ed. Legato Classics
- La favorita, con Giulietta Simionato, Enzo Mascherini, Cesare Siepi, dir. Renato Cellini - Città del Messico 1949 ed. Cetra/Myto/SRO
- Gianni Schicchi, con Italo Tajo, Licia Albanese, Cloe Elmo, dir. Giuseppe Antonicelli - Met 1949 ed. GOP/Guilde
- Falstaff, con Leonard Warren, Regina Resnik, Giuseppe Valdengo, Licia Albanese, dir. Fritz Reiner - Met 1949 ed. IDIS/Guilde
- La traviata, con Eleanor Steber, Robert Merrill, dir. Giuseppe Antonicelli - Met 1949 ed. Melodram/Myto/Naxos
- Faust, con Dorothy Kirsten, Italo Tajo, Leonard Warren, dir. Wilfrid Pelletier - Met 1949 ed. Arkadia/Myto
- Il barbiere di Siviglia, con Giuseppe Valdengo, Lily Pons, Salvatore Baccaloni, Jerome Hines; dir. Alberto Erede - Met 1950 ed. Cetra/OASI/Gala
- La bohème, con Bidu Sayão, Giuseppe Valdengo, Lois Hunt, Cesare Siepi, dir. Fausto Cleva - Met 1951 ed. GOP/Bongiovanni
- Messa di requiem, con Herva Nelli, Fedora Barbieri, Cesare Siepi, dir. Arturo Toscanini - Carnegie Hall 1951 ed. RCA
- I puritani, con Maria Callas, Piero Campolonghi, Roberto Silva, dir. Guido Picco - Città del Messico 1952 ed. Melodram/Archipel/IDIS
- Tosca, con Maria Callas, Piero Campolonghi, dir. Guido Picco - Città del Messico 1952 ed. Melodram/Archipel/Opera D'Oro
- Lucia di Lammermoor, con Maria Callas, Piero Campolonghi, Roberto Silva, dir. Guido Picco -Città del Messico 1952 ed. Myto/Opera D'Oro
- Lucia di Lammermoor, con Maria Callas, Rolando Panerai, Nicola Zaccaria, dir. Herbert von Karajan - Berlino 1955 ed. EMI/Opera D'Oro
- La traviata, con Maria Callas, Ettore Bastianini, dir. Carlo Maria Giulini - La Scala 1955 ed. EMI
- Cavalleria rusticana, con Giulietta Simionato, Giangiacomo Guelfi, dir. Antonino Votto - La Scala 1955 ed. Myto/Opera D'Oro
- Carmen, con Giulietta Simionato, Rosanna Carteri, Michel Roux, dir. Herbert von Karajan - La Scala 1955 ed. Myto/GOP/Walhall
- Aida, con Antonietta Stella, Ebe Stignani, Giangiacomo Guelfi, Nicola Zaccaria, dir. Antonino Votto - La Scala 1956 ed. Paragon/Legato Classics/GOP
- Pagliacci, con Clara Petrella, Aldo Protti, Enzo Sordello, dir. Nino Sanzogno - La Scala 1956 ed. Myto
- Un ballo in maschera, con Antonietta Stella, Ettore Bastianini, Ebe Stignani, dir. Gianandrea Gavazzeni - La Scala 1956 ed. HRE/Myto
- Un ballo in maschera, con Maria Callas, Ettore Bastianini, Giulietta Simionato, dir. Gianandrea Gavazzeni - La Scala 1957 ed. Melodram/Arkadia/EMI
- L'elisir d'amore, con Rosanna Carteri, Fernando Corena, Giulio Fioravanti, dir. Nino Sanzogno,  La Scala 1957 ed. Myto
- La forza del destino, con Leyla Gencer, Aldo Protti, Cesare Siepi, dir. Antonino Votto - Colonia 1957 ed. Melodram/Myto
- Tosca, con Renata Tebaldi, Ettore Bastianini, dir. Gianandrea Gavazzeni - Bruxelles 1958 ed. Legato Classics/Myto
- Fedora, con Renata Tebaldi, Mario Sereni, dir. Arturo Basile - Napoli 1961 Arkadia/Opera D'Oro
- Andrea Chénier, con Onelia Fineschi, Ugo Savarese, dir. Bruno Rigacci - Firenze 1962 Arkadia/Myto

### Brani singoli
- Che gelida manina, Pourquoi me revellier, Una furtiva lagrima, E lucevan le stelle, Del tempio al limitar (con Giuseppe Marchiò) RADIO LOSANNA-EMI 1945
- È la solita storia del pastore, Oh dolce incanto, Ed anche Beppe amò, Mi par d'udire ancora RADIO LOSANNA-EMI 1946
- Ah dispar vision, E lucevan le stelle, Dei miei bollenti spiriti, È la solita storia del pastore, Addio Mignon, Ah non credevi tu HMV 1947
- Com'è gentil, Pourquoi me revellier EMI 1951
- Firenze è come un albero fiorito, Non piangere Liù, Nessun dorma, Ch'ella mi creda, Or son sei mesi, Oh tu che in seno agli angeli EMI 1955
- Ah mi parla di lei, Tardi si fa, Notte d'amor, Già nella notte densa, Oh come al tuo sottile, Leila, Leila mia, Non hai compreso (con Rosanna Carteri) EMI 1957
- Un dì all'azzurro spazio, Come un bel dì di maggio, Recondita armonia, E lucevan le stelle, Non piangere Liù, Nessun dorma, Pourqoui me revellier, En fermant les yeux, La fleur, Salut demeure, De mon amie, fleur endormie Decca 1958